# جزارة

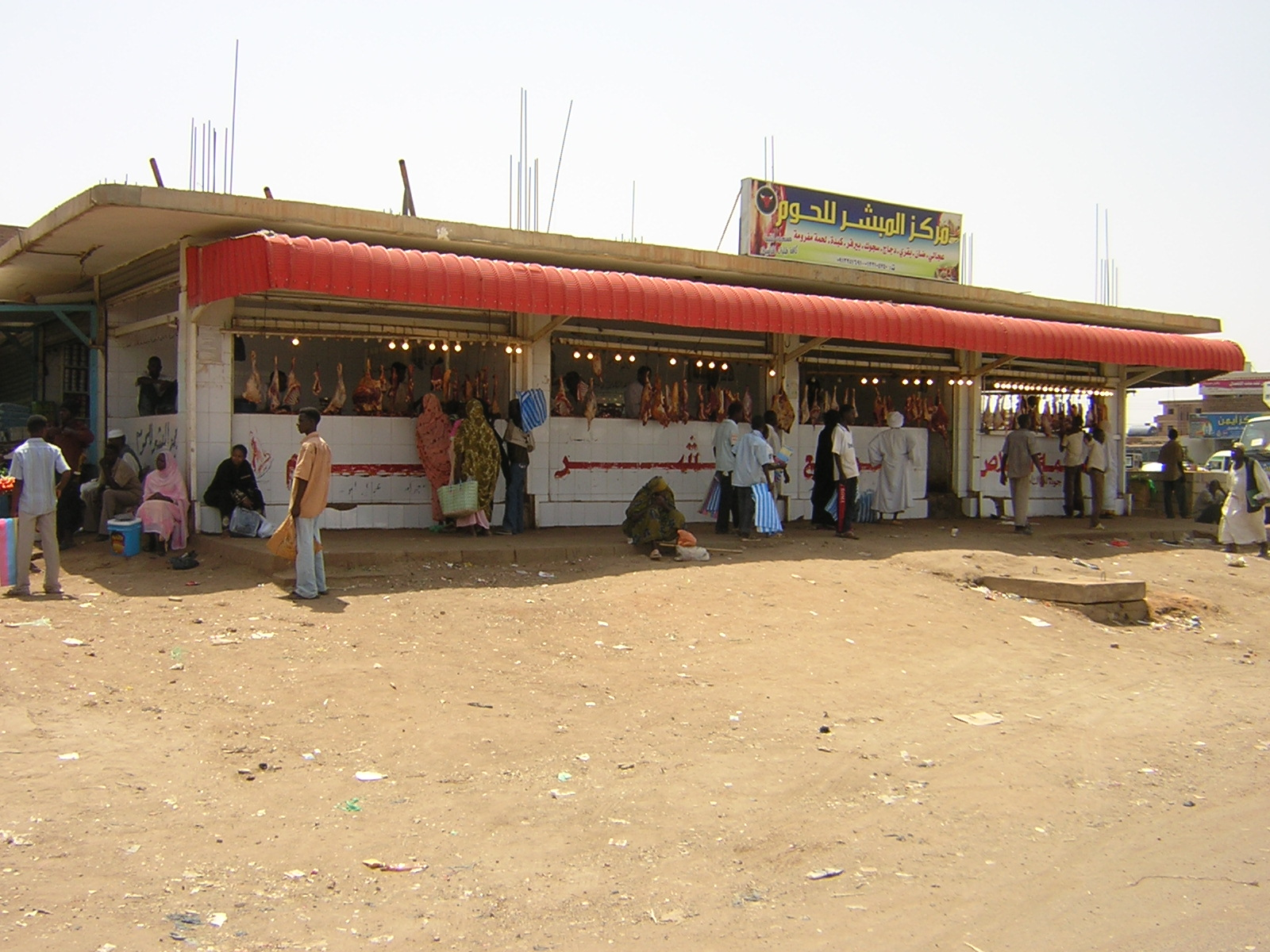
محل جزارة في أحد أسواق الخرطوم.

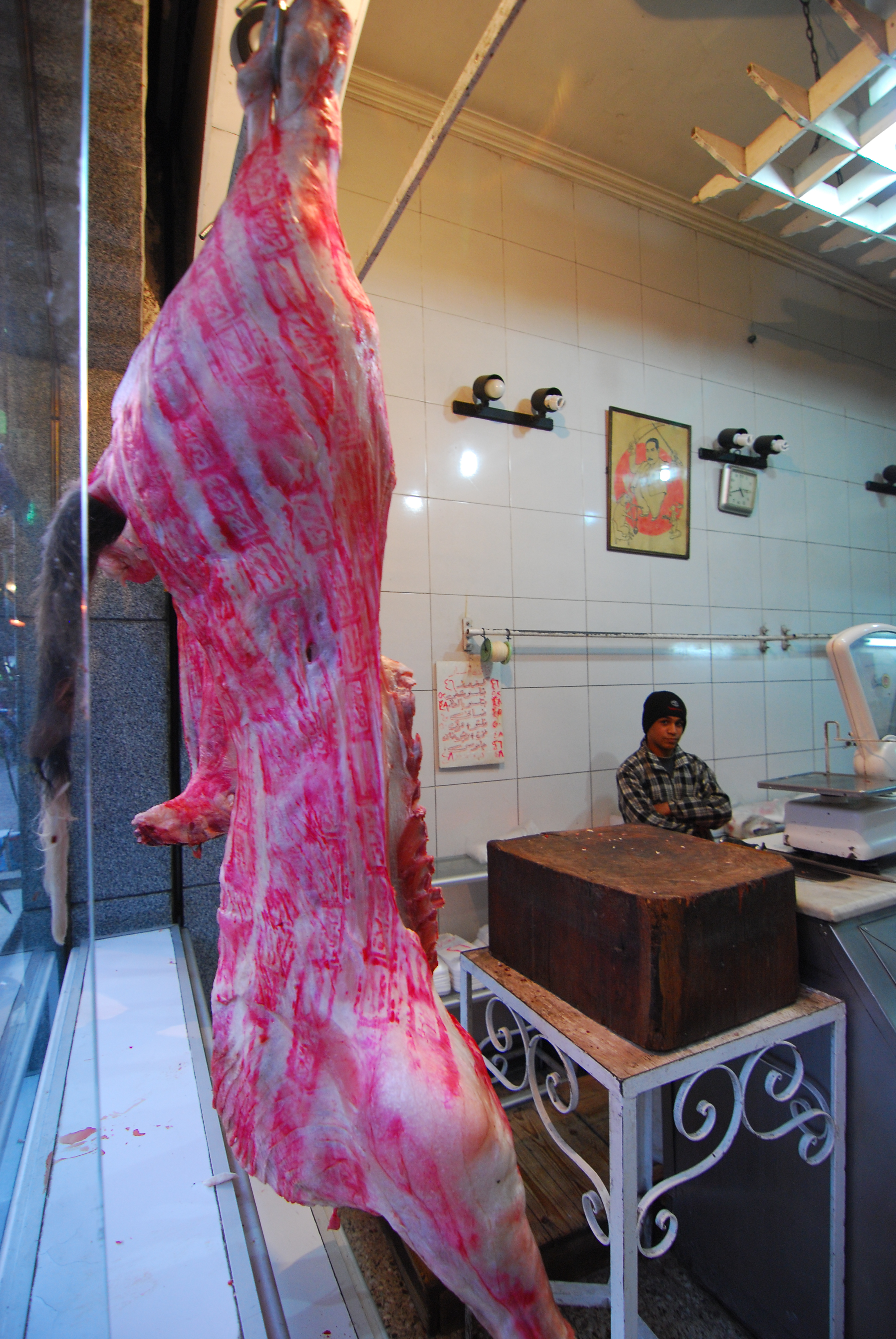
جزار في منطقة الزمالك بالقاهرة.

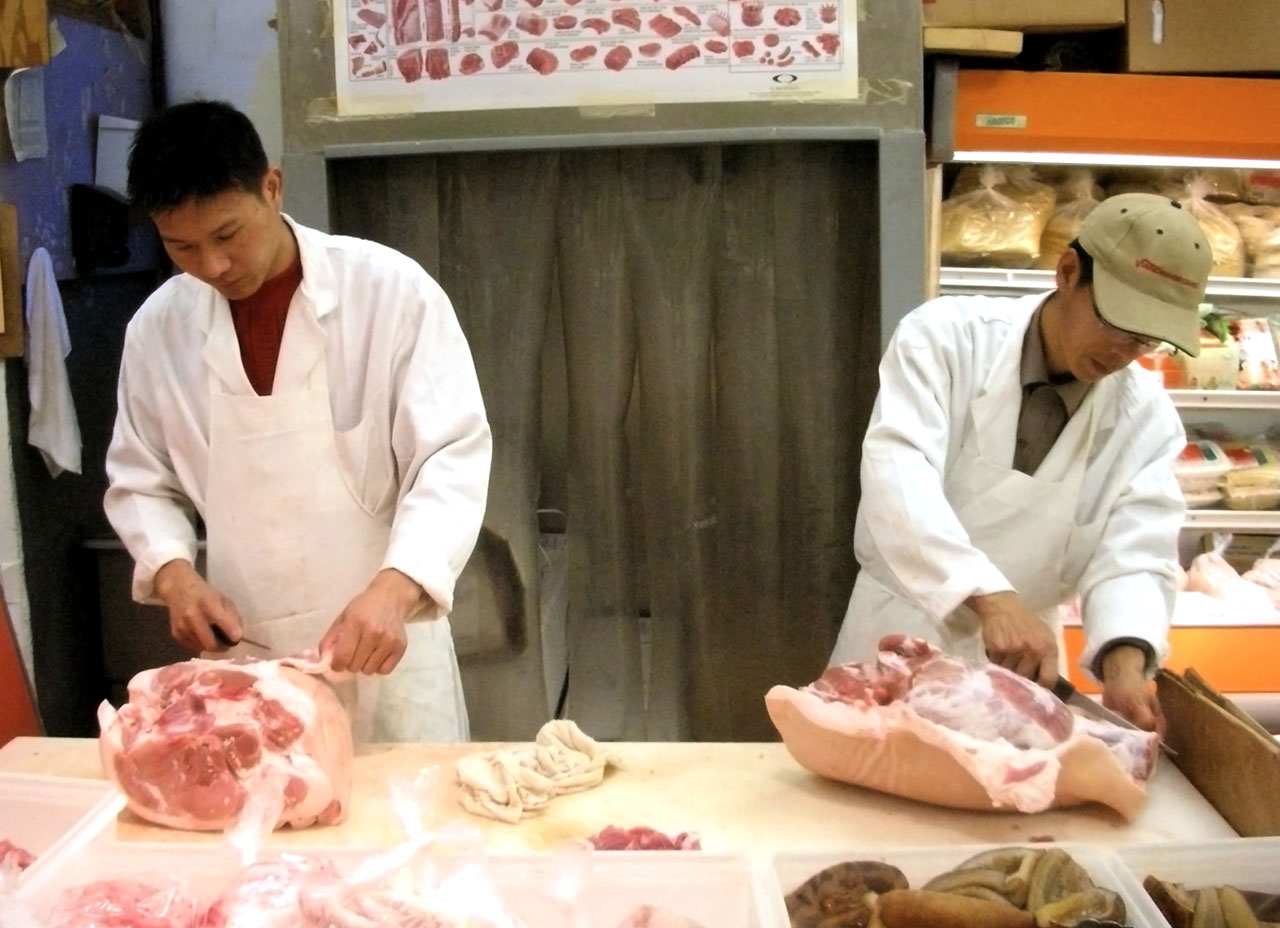
جزاران في عملهما.

الجزارة أو القصابة مهنة إعداد اللحوم الحمراء من بعض الثديات، خاصة بقر وغنم والجمال والماعز. وما يتعلق به من أمور البيع. تنحر الحيوانات ثم تسلخ ثم يقطع الجزارون لحومها وتُعرض للبيع في متاجر متخصصة تسمى في الخليج العربي والشام ملحمة وفي العراق قصابة وفي مصر جزارة وفي المغرب الڭزار، علما أن أغلب اللحوم في الغرب تباع في المراكز التجارية.

## المعدات
عمل الجزار يتمحور حول جلب الذبائح من المسلخ وتقطيعها وبيعها للزبائن حسب الطلب والنوعية وتختلف طريقة عمله حسب التقاليد والمجتمعات. يعتبر الساطور أشهر معداته بالأضافة إلى السكاكين بمختلف أنواعها وأيضا آلة فرم اللحم وآلة اعداد السجق والنقانق

## معرض الصور

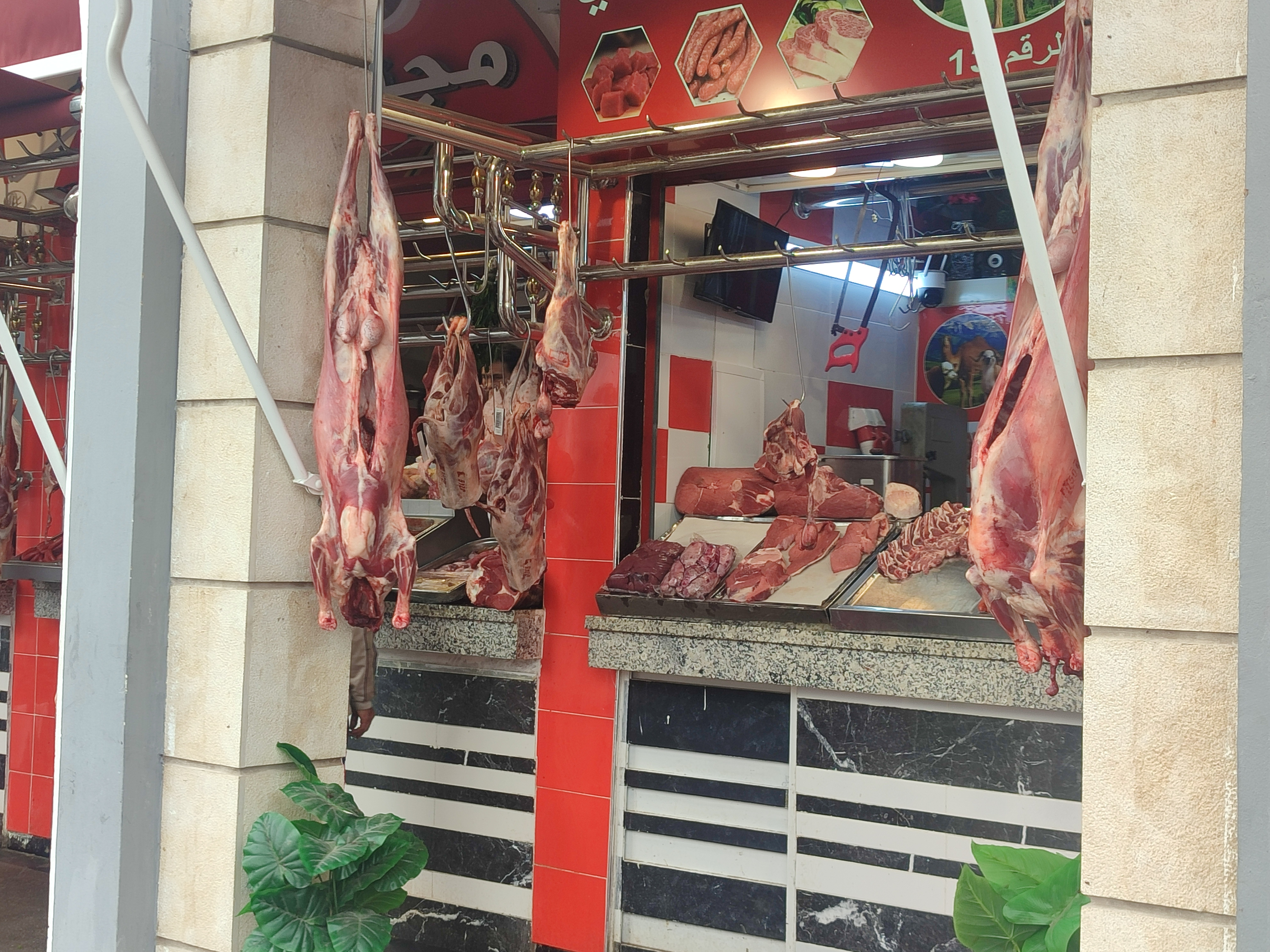
جزار بسوق جميعة بالدار البيضاء